# Ilmari Vuoristo
Ilmari Vuoristo, född 14 juni 1897 i Sordavala, död 17 april 1939 i Rovaniemi, var en finländsk skogsvetare.
Vuoristo blev teknologie doktor 1932 samt agronomie- och forstlicentiat 1936. Han arbetade som disponent, ingenjör och teknisk ledare på flera sågar och mekaniska verkstäder, bland annat på Ab Kemi Oy:s såg, Nurmeksen puu Oy och Ab Uleå Oy:s sågar. Han var 1934–1938 assistent vid Forstvetenskapliga forskningsanstaltens skogsteknologiska avdelning och därefter till sin död professor i skogsteknologi vid Helsingfors universitet.
Sin vetenskapliga verksamhet ägnade Vuoristo främst åt att systematiskt granska tillverkningen av sågprodukter, virkestransporter samt avlöningsprinciper för skogsarbete och virkesflottning. Han publicerade bland annat Työaikatutkimuksia kuusipaperipuiden teosta (1937) och Uittohankaluustutkimuksia (1938).